# 栗田工業
栗田工業株式会社（くりたこうぎょう、英: Kurita Water Industries Ltd.）は、東京都中野区中野に本社を置く、半導体や液晶などの製造に欠かせない超純水を製造する水処理装置・水処理薬品の製造・開発を行なう企業である。水処理専業としては国内最大手。東証プライム上場。
1949年（昭和24年）に海軍機関少尉や引揚船・千歳丸の機関長を務めた栗田春生が設立した。
社名の「栗田」は創業者・栗田春生の苗字からとられているが、一代限りであり、現在創業者一族との関係はない。また「栗田工業」という名の企業は他にも全国に幾つか存在するが、それらとは全く別の企業である。
かつては「水の未来、人間の未来」などのスローガンがあった。

## 沿革
- 1949年（昭和24年）- 兵庫県神戸市にて設立。旧日本海軍の技術を生かしたボイラー清浄剤（清缶剤とも呼ぶ）の製造販売業。
- 1953年（昭和28年）- イオン交換樹脂による純水装置を手始めに、水処理装置事業を開始。
- 1956年（昭和31年）- 本社を大阪市中央区に移転。
- 1961年（昭和36年）- 東京証券取引所、大阪証券取引所2部上場。
- 1962年（昭和37年）- 神奈川県横浜市保土ケ谷区に総合研究所を設立。東京証券取引所、大阪証券取引所1部指定替え。
- 1969年（昭和44年）- 東京都港区と大阪市の二本社制。
- 1974年（昭和49年）- 東京都新宿区に東京本社ビルを建設。
- 1983年（昭和58年）- 本社を東京都新宿区に移転・統合。H2Oをイメージしたシンボルマークを制定。
- 1985年（昭和60年）- 神奈川県厚木市森の里に技術開発センターを開設。横浜の総合研究所を移転・閉鎖。
- 1998年（平成10年）- 栃木県下都賀郡野木町に事業開発センターを設立
- 2005年（平成17年）- 研究開発体制の再編に伴い、技術開発センターと事業開発センターを統合し、クリタ開発センターを開設[5]。技術開発センターは閉鎖。
- 2012年（平成24年）- 本社を東京都中野区の中野セントラルパークイーストに移転。
- 2022年（令和4年）- 東京都昭島市に研究開発拠点「クリタイノベーションハブ」を新設。栃木の開発センターを移転・閉鎖。

## 歴代社長
|    | 氏名     | 在任期間                | 出身校                   |
| -- | -------- | ----------------------- | ------------------------ |
| 1  | 栗田春生 | 1949年7月 - 1967年12月  | 海軍機関学校             |
| 2  | 貝石眞三 | 1967年12月 - 1977年10月 | 神戸高等商業学校         |
| 3  | 佐川明   | 1977年10月 - 1981年9月  | 東京商科大学             |
| 4  | 中村貞夫 | 1981年9月 - 1986年6月   | 京都帝国大学法学部       |
| 5  | 高岡清   | 1986年6月 - 1995年6月   | 広島大学工学部           |
| 6  | 竹歳一夫 | 1995年6月 - 1999年6月   | 神戸大学文学部           |
| 7  | 三東崇秀 | 1999年6月 - 2003年6月   | 大阪府立大学農学部       |
| 8  | 藤野宏   | 2003年6月 - 2009年6月   | 九州大学理学部           |
| 9  | 斉藤浩   | 2009年6月 - 2011年6月   | 大阪大学大学院工学研究科 |
| 10 | 中井稔之 | 2011年6月 - 2016年4月   | 早稲田大学法学部         |
| 11 | 門田道也 | 2016年4月 -             | 京都大学文学部           |

## 事業内容
- プラント事業（用水処理事業、排水処理事業）
- 水処理薬品事業
- 土壌・地下水浄化事業
- その他新エネルギー関連事業

## 主な取扱製品
- 水処理装置（超純水製造システム、排水回収装置、用水処理装置など）
- 水処理薬品（ボイラ薬品、冷却水薬品、排水処理薬品など）

## 事業所
| 事業所名           | 所在地               |
| ------------------ | -------------------- |
| 本社               | 東京都中野区         |
| 大阪支社           | 大阪府大阪市中央区   |
| 札幌支店           | 北海道札幌市中央区   |
| 東北支店           | 宮城県仙台市青葉区   |
| 名古屋支店         | 愛知県名古屋市中区   |
| 広島支店           | 広島県広島市中区     |
| 九州支店           | 福岡県福岡市博多区   |
| 江川事業所         | 茨城県猿島郡五霞町   |
| 敦賀事業所         | 福井県敦賀市         |
| 静岡事業所         | 静岡県榛原郡吉田町   |
| 山口事業所         | 山口県山口市         |
| 豊浦事業所         | 山口県下関市         |
| クリタ開発センター | 栃木県下都賀郡野木町 |

尚、海外事業は主にグループ企業が展開している。

## 関連会社

### 国内
- クリタ・ビルテック株式会社 - 東京都渋谷区
- クリタ・ビーエムエス株式会社 - 東京都新宿区
- クリタ・ケミカル北海道株式会社 - 北海道札幌市白石区
- クリタ・ケミカル関東株式会社 - 神奈川県厚木市
- クリタ・ケミカル北陸株式会社 - 富山県富山市
- クリタ・ケミカル東海株式会社 - 愛知県一宮市
- クリタ・ケミカル関西株式会社 - 兵庫県神戸市兵庫区
- クリタ・ケミカル山陽株式会社 - 岡山県岡山市北区
- クリタ・ケミカル西日本株式会社 - 福岡県北九州市小倉北区
- クリタ・ケミカル大分株式会社 - 大分県大分市
- クリタ・ケミカル熊本株式会社 - 熊本県熊本市東区
- クリタ・ケミカル製造株式会社 - 茨城県猿島郡五霞町
- クリテックサービス株式会社 - 大阪府大阪市中央区
- サンエイ工業株式会社 - 岩手県北上市
- 日本ファイン株式会社 - 三重県伊賀市
- サン化工株式会社 - 兵庫県赤穂郡上郡町
- アオイ工業株式会社 - 大分県大分市
- クリタック株式会社 - 東京都新宿区
- 三善工業株式会社 - 大阪府大阪市淀川区
- 株式会社クリタス - 東京都豊島区
- クリタ明希株式会社 - 福井県福井市
- ランドソリューション株式会社 - 東京都港区
- クリタ分析センター株式会社 - 茨城県つくば市
- 栗田総合サービス株式会社 - 東京都新宿区
- 公益財団法人クリタ水・環境科学振興財団

### 海外
- KURITA (SINGAPORE) PTE.LTD. - シンガポール
- KURITEC SINGAPORE PTE.LTD. - シンガポール
- KURITA WATER（MALAYSIA）SDN.BHD. - マレーシア
- KURITA-GK CHEMICAL CO.,LTD. - タイ
- P.T.KURITA INDONESIA - インドネシア
- KURITA（TAIWAN）CO.,LTD. - 台湾
- KURITA WATER INDUSTRIES（DALIAN）CO.,LTD. - 中国
- KURITA WATER INDUSTRIES（SUZHOU）LTD. - 中国
- KURITEC (SHANGHAI) CO.,LTD. - 中国
- HANSU LTD. - 韓国
- HANSU TECHNICAL SERVICE LTD. - 韓国
- KURITA EUROPE GmbH - ドイツ
- KURITA AMERICA INC. - アメリカ
- KURITA DO BRASIL LTDA. - ブラジル

## 短編映画（広報）
本社を大阪市内に構えていた1966年、栗田工業は水に纏わる短編映画を2本企画している。
- 『水のデザイン』

栗田工業の噴水技術を各地で稼働する噴水を通じて紹介しているほか、研究中（制作当時）の噴水技術の紹介も為されている。
- 『水の開拓者』

家庭や産業現場で日々使われる水を巡って開発されてきている水処理技術について紹介。映画の前半では自然界に於ける水の循環についての説明も為されている。
2本とも東京シネマ（現・東京シネマ新社）が制作しており、現在は2本とも科学映像館（NPO法人・科学映像館を支える会）のWebサイト上に於いて無料公開されている。